# Церковь Рождества Иоанна Предтечи на Торгу
Це́рковь Рождества́ Иоа́нна Предте́чи — православный храм в историческом центре Нижнего Новгорода. Деревянная церковь святого Иоанна Предтечи «в торгу» у Ивановского моста впервые упомянута в Писцовой книге 1621—1622 годов. Каменный храм освящён в 1683 году, повторно — 4 ноября 2005 года. По имени храма близлежащая башня кремля называется Ивановской. Церковь располагается на площади Народного Единства.
Историографическим мифом является информация, что в Смутное время (в 1612 году) с паперти этого (тогда ещё деревянного) храма Козьма Минин воззвал нижегородцев к освобождению Москвы от польской интервенции.

## История
Храм существовал, предположительно, ещё в XVI веке. Известно, что на Нижегородском торге в Нижнем посаде с давних времён стояла деревянная церковь во имя Иоанна Предтечи, по имени которой получила название квадратная в плане проездная башня Нижегородского кремля — Ивановская. Считается, что при вражеских набегах на город храм первым «принимал на себя удар»: так, в ходе одной из реконструкций церкви было обнаружено крупное воинское захоронение.

### XVII—XVIII века
Впервые деревянная церковь святого Иоанна Предтечи «в торгу» у Ивановского моста упомянута в Писцовой книге 1621—1622 годов. Здание храма со всем убранством принадлежало посадской общине (городским жителям). В Писцовой книге сообщалось, что церковь «древяна, клетцки с трапезою и с папертьми», то есть являлась наиболее распространённым в те времена простейшим типом рубленого храма с двускатной кровлей и просторной трапезной, окружённой открытой папертью, на которую вёл всход. При церкви имелись рукописные и печатные богослужебные книги, в том числе «Апостол печатной» — первая русская печатная книга Ивана Фёдорова.

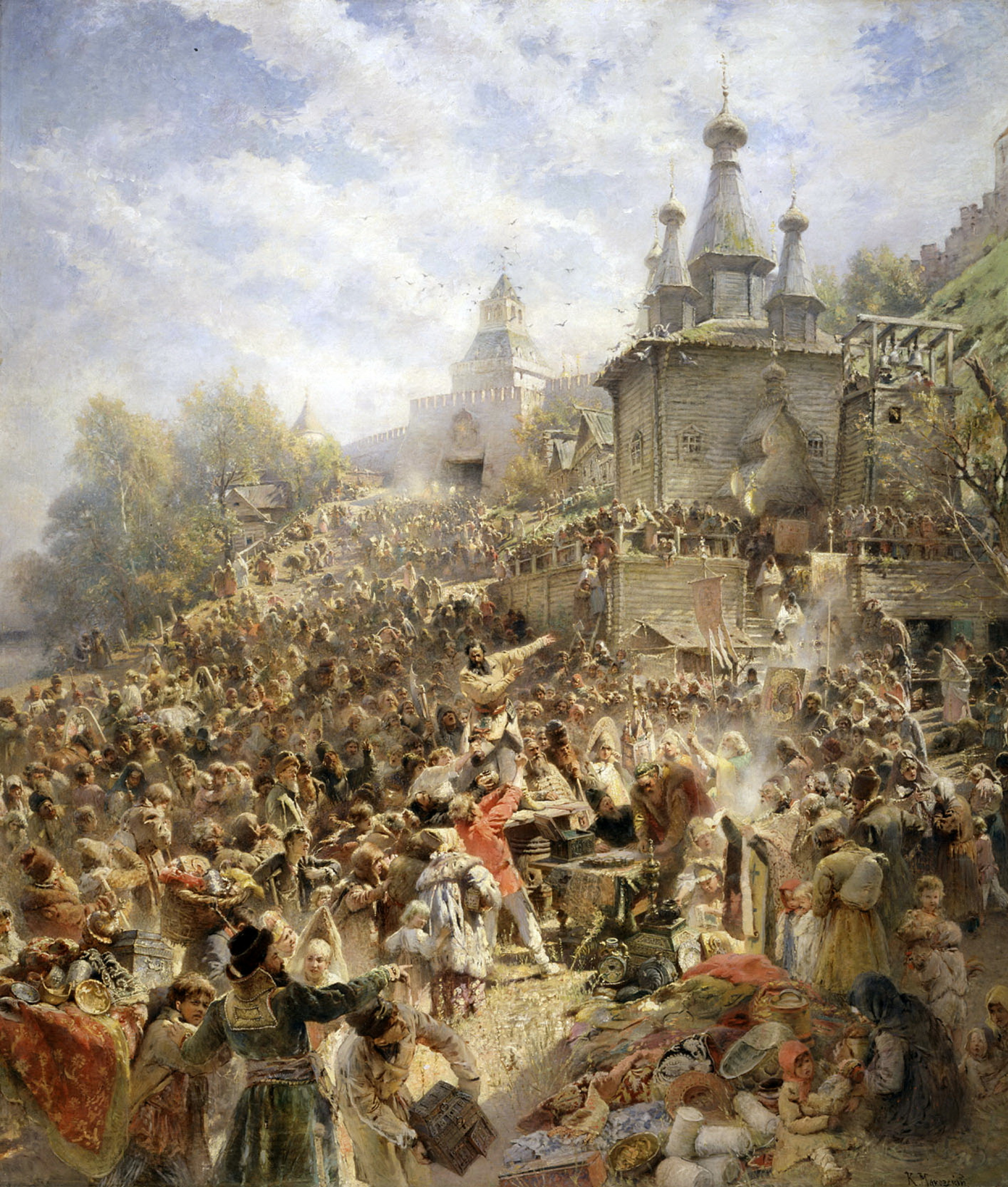
Церковь Рождества Иоанна Предтечи на Торгу на картине Константина Маковского «Воззвание Минина», 1896. Нижегородский государственный художественный музей

Церковь связывают с событиями Смутного времени, когда земской староста Кузьма Минин, избранный на эту должность в начале сентября 1611 года, начал призывы к освободительной борьбе среди посадских людей против польской интервенции. Воззвание Минина на паперти церкви Иоанна Предтечи — историографический миф. Не сохранилось достоверных сведений о месте и времени призыва Минина к нижегородцам. В исторической науке было множество версий с догадками о том, где действительно состоялось воззвание, но к началу XX века в историографии утвердилась версия Александра Гациского, что Минин выступал у Ивановских ворот и здесь же начало складываться ополчение. Хотя никаких достоверных подтверждений этому обнаружить не удалось, сегодня Ивановская башня и храм Иоанна Предтечи считаются «местами памяти», связанными с Мининым и ополчением.
Возведение каменного храма связано с деятельностью нижегородского промышленника Гавриила Дранишникова, а также с крупными историческими событиями XVII века: крестьянской войной под предводительством Степана Разина и старообрядческим движением. Ктитор-строитель храма Гавриил Дранишников родился в 1630-х годах, в 1663 году организовал собственное дело — взял на откуп кабак. В 1667 году он был назначен на должность нижегородского таможенного главы. В 1670 году был отправлен в качестве целовальника рыбных и соляных государственных промыслов в Астрахань, с целью их восстановления после разорения казаками, где попал в сложную ситуацию: город был захвачен разинцами. Нижегородец тайно укрывался у знакомых и стал свидетелем расправы астраханской бедноты над государственными приказными и духовенством. Астрахань оставалась в руках повстанцев до 1671 года. Дранишников пробыл на промыслах до 1674 года, когда царь разрешил ему вернуться в родной город. За годы службы нижегородец сумел заметно обогатиться.
За время отсутствия Дранишникова его жена Анна перешла в старообрядчество и, в условиях прокатившихся в то время репрессий против приверженцев старой веры, бежала вместе с сыном Ерофеем в тайные скиты Заволжья. В этих условиях Дранишников в 1676 году просит благословение у митрополита Филарета на возведение своими средствами каменной церкви Иоанна Предтечи на Нижнепосадском торгу, чтобы доказать свою приверженность православию. Получив разрешение, ктитор лично закупал строительные материалы и заключал подрядные договоры с каменщиками, плотниками, кузнецами, резчиками по дереву, иконописцами и золотильщиками. Гавриил Дранишников скончался 24 августа 1679 года, завещав всё своё имущество брату Лаврентию, с обязательством достроить каменный храм. Лаврентий довёл дело брата до конца, и в 1683 году каменная церковь была освящена. Южный придел церкви, со стороны Кремлёвского холма, был освящён в честь Анны Пророчицы, в память «ушедшей в раскол» жены Дранишникова.
Изначально храм строился по распространённому в XVII веке типу под названием «корабль», с трапезной и папертью, но поскольку здание возвели на склоне холма, под него был подведён кирпичный подиум-подцерковье, внутри которого размещались торговые лавки, сдававшиеся причтом в наём купцам. Церковь неоднократно страдала от пожаров в XVII—XVIII веках. Во время крупного пожара 1701 года у храма сгорела крыша, но иконы, утварь и колокола уцелели.

### XIX век

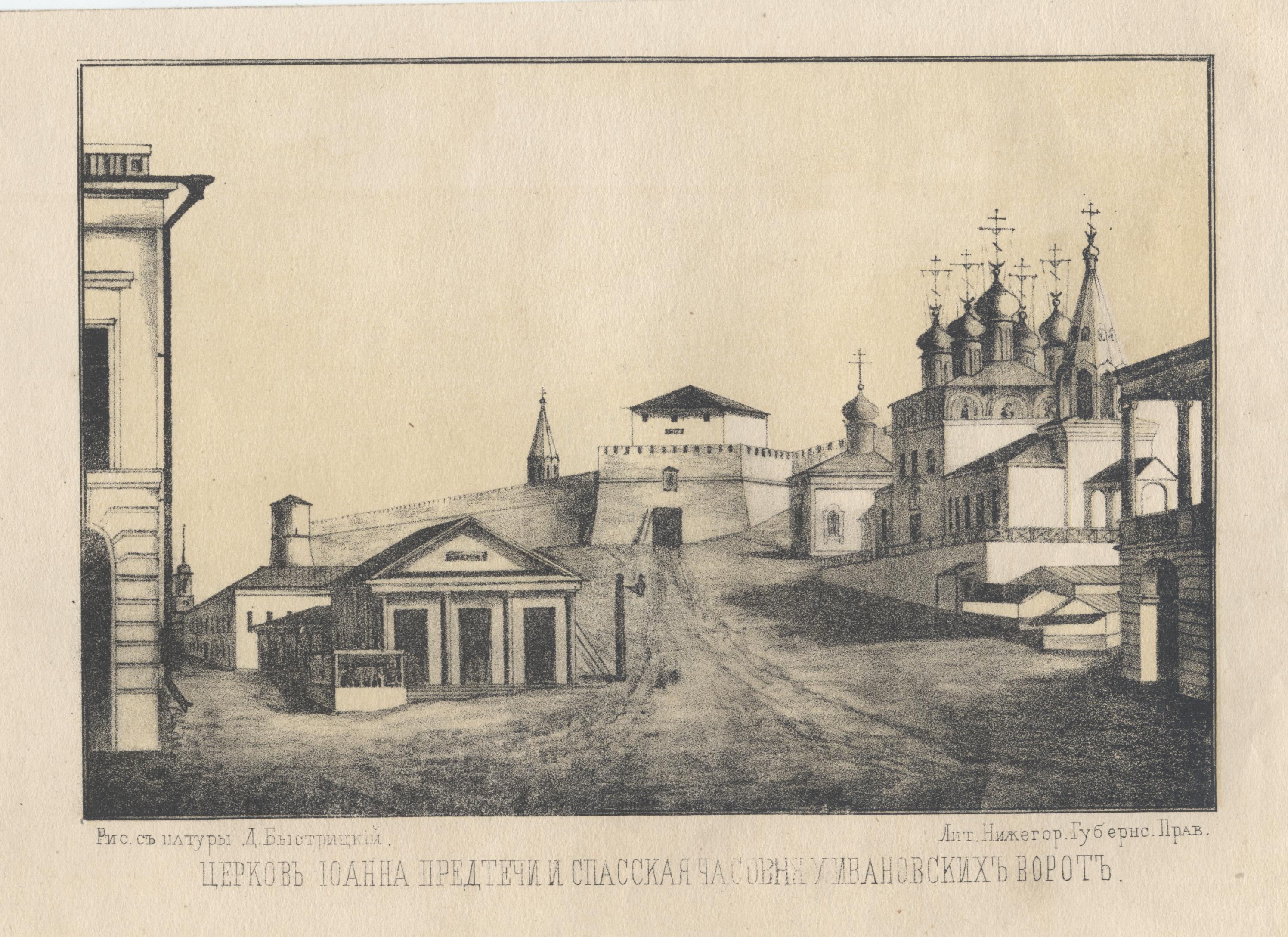
Церковь Иоанна Предтечи и Спасская часовня у Ивановских ворот, 1850-е годы, литография Д. Я. Быстрицкого

В 1814 году к северной стороне трапезной был пристроен Духовской придел. В ходе градостроительных преобразований, проводившихся в Нижнем Новгороде в 1834—1839 годах по распоряжению императора Николая I, было указано очистить прилегающую к кремлю территорию от всех строений, «а теплой придел Предтеченской на Нижнем базаре церкви и все имеющиеся под оной лавки сломать». Строительные работы нарушили конструкции здания храма: если ранее давление грунта холма гасилось мощными стенами придела, то после его слома и нарушения древней дренажной системы, подземные родники стали размывать фундамент трапезной палаты, а вода заливать подвалы. Ремонтные работы в храме в 1830—1840-х годах выполнялись архитекторами Антоном Леером, Иваном Ефимовым и Георгом Кизеветтером. В 1843 году для защиты фундамента вокруг церкви возвели террасу, как бы подняв храм на своеобразный пьедестал.
В 1855 году к церкви пристроили сторожку с правой стороны. В 1870 году была перестроена колокольня. В 1881—1882 годах усердием бывшего старосты Предтеченской церкви К. С. Колокольцева рядом с храмом была возведена часовня во имя Александра Невского, построенная в память о мученической кончине императора Александра II.
В 1881—1885 годах в церкви пришлось вновь проводить крупные восстановительные работы, в ходе которых была заново переложена колокольня, что существенно изменило облик старинного храма. В 1887 году начался очередной капитальный ремонт: в 1887—1888 годах была перестроена трапезная, а в 1899—1902 годах, после разрыва железной связи, — здание самого храма (также был переложен алтарь). Южная, наиболее пострадавшая от действия родников, стена была разобрана и сложена заново. Тогда же в трапезной был установлен новый иконостас из дуба.

### Советский период

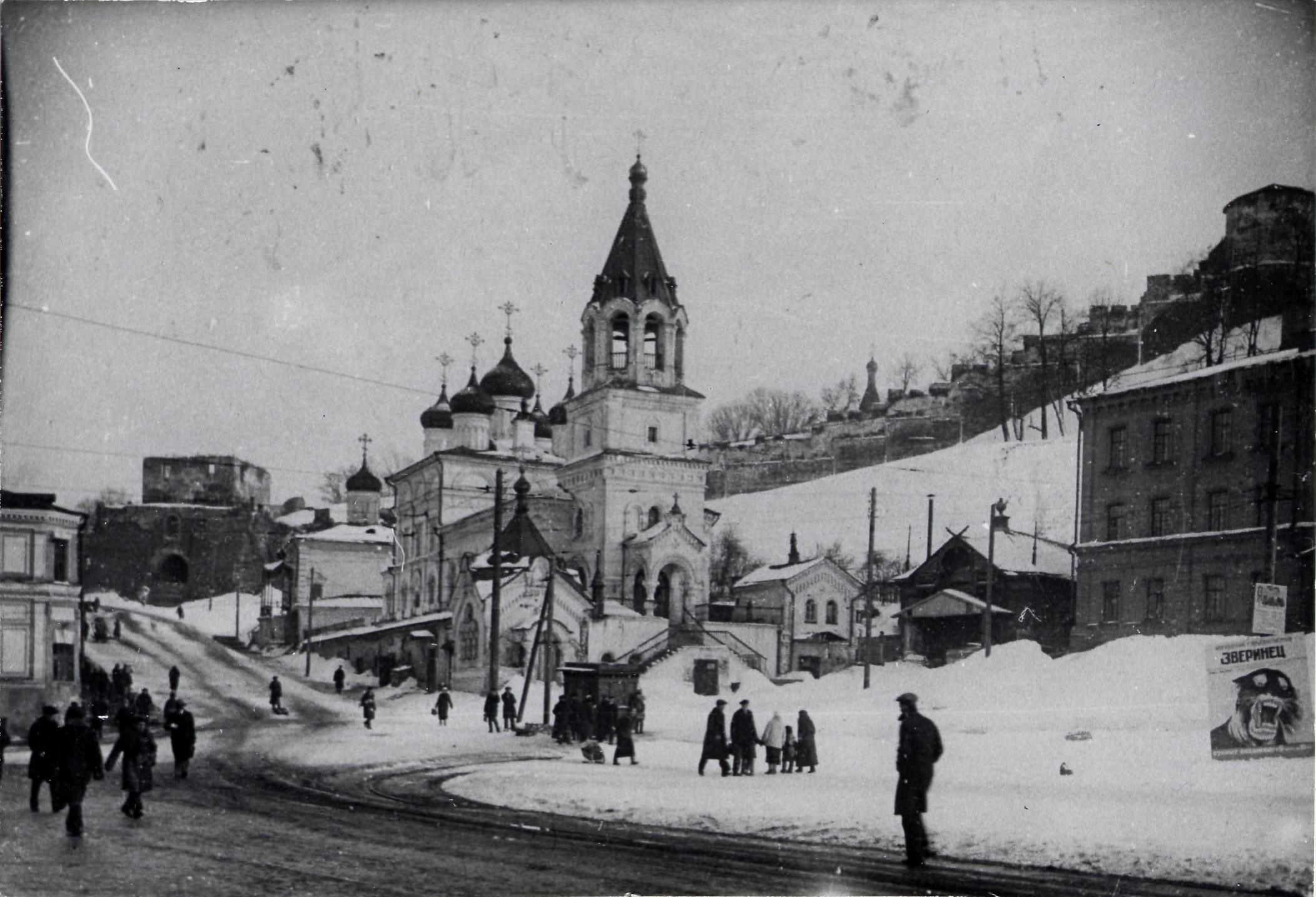
Церковь Иоанна Предтечи в начале XX века, фото М. Дмитриева

Протоколом президиума Губернского исполкома от 8 июня 1923 года была закрыта часовня во имя Александра Невского при храме. В 1929 году встал вопрос о сносе церкви. Центральный орган охраны памятников старины писал нижегородским властям, что с его стороны нет возражений против сноса храма, хотя он и относится к XVII столетию, но по причине значительных перестроек «коренным образом» утратил первоначальную архитектурную ценность. К тому же в Москве посчитали, что снос церкви не повлияет на историко-архитектурный ландшафт Нижнего Новгорода. Тем не менее, храм не был снесён и богослужения в нём продолжались вплоть до 1937 года, когда весь клир церкви был арестован. 
В 1938 году Куйбышевский райисполком постановил закрыть церковь, а президиум Горсовета передал здание областному совету Осоавиахима под клуб для работы с допризывниками. В 1940 году райисполком расторг договор с областным советом Осоавиахима, и помещения были переданы Автомотоклубу. Позже дирекция фабрики «Красный обувщик» обратилась в райисполком с просьбой о передаче бывшего здания часовни под библиотеку и читальный зал. После в здании церкви располагалась спортивная школа мотоциклистов ДОСААФ.
Здания церкви и часовни в советский период подверглись значительным перестройкам, утратив исторический вид.

### Современный период

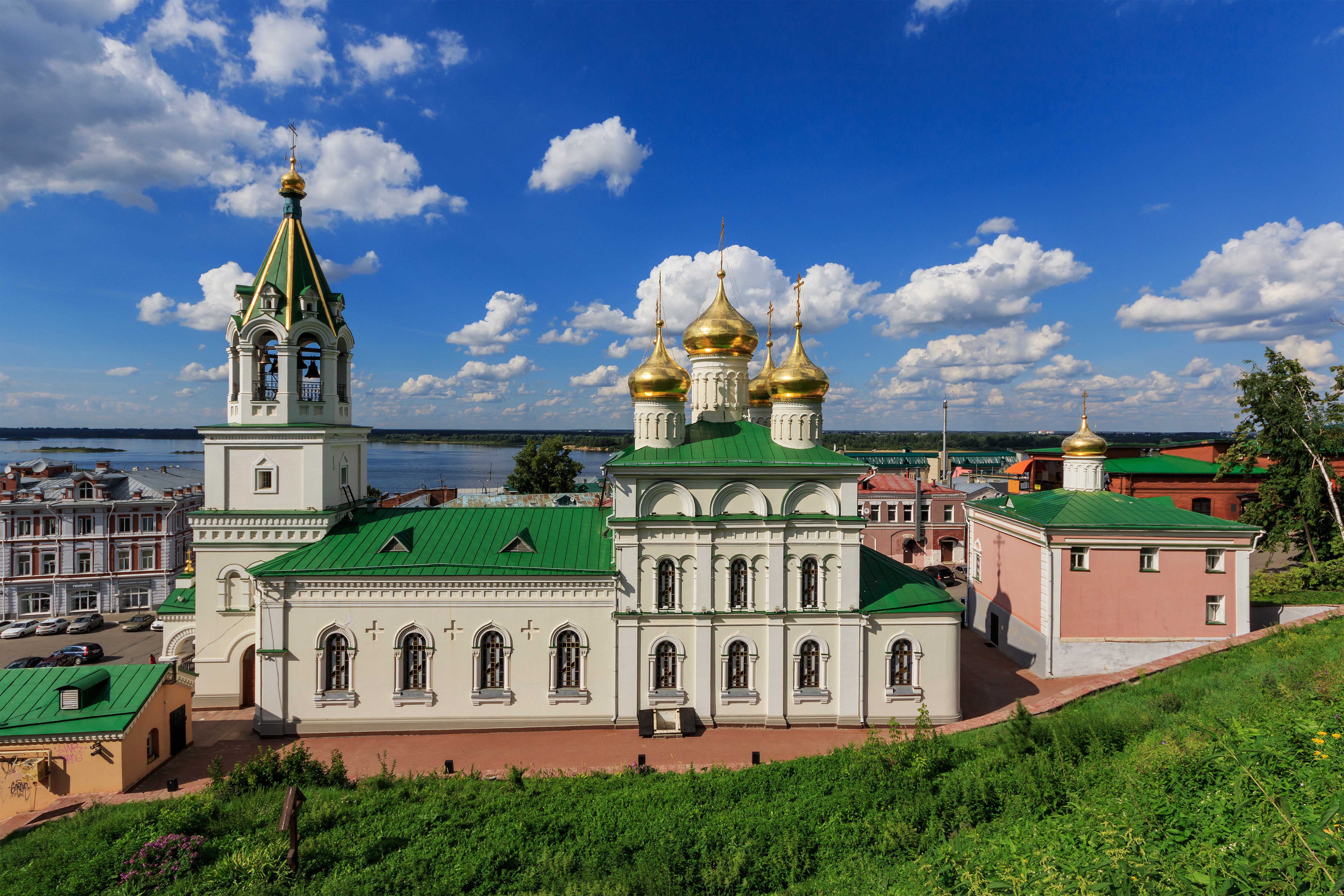
Ансамбль храма Рождества Иоанна Предтечи, 2016 год

Храм был возвращён Нижегородской епархии в 1990-е годы, с 1994 года в нём возобновлены богослужения. Эскизный проект научной реставрации церкви был выполнен в 1993 году коллективом НИП «Этнос», в составе архитекторов В. А. Широкова, И. С. Агафоновой, Л. М. Москалёвой и историка О. В. Дёгтевой. В 2003 году под руководством ректора Нижегородского строительного университета Валентина Найденко была разработана концепция развития территории Започаинья, предусматривавшая возвращение исторического облика находившихся здесь храмов, в том числе и Иоанно-Предтеченской церкви. Проект научной реставрации на основе эскиза 1993 года разработали те же авторы. Рабочее проектирование, под руководством главного архитектора И. Б. Видманова, проводил коллектив ЗАО ТИК «Старый Нижний Новгород».
В июне 2004 года было принято решение начать реставрационные работы. Средства на восстановление были получены от меценатов, из 67 млн рублей 60 млн были выделены Балахнинским ЦБК. В том же году скульптор Зураб Церетели выполнил копию памятника Минину и Пожарскому Ивана Мартоса и правительство Москвы подарило её Нижнему Новгороду. Тогда было принято решение разместить копию на площади перед храмом. Был выполнен комплексный проект благоустройства территории бывшего торга (арх. А. Гельфонд, Ю. Карцев, М. Дуцев). В ходе работ сложился новый ансамбль исторической территории, которая позже получила новое название — Площадь Народного Единства.
4 апреля 2005 года освящены 3 креста для установки на купола (2 уже были установлены). 5 августа того же года на колокольню были установлены купол и крест. В ходе восстановительных работ была сооружена подпорная бетонная стена, а нулевые отметки возвращены к уровню XIX века. 4 ноября 2005 года отреставрированная церковь была освящена Патриархом Московским и всея Руси Алексием II.
В 2009 году при храме начал действовать православный лекторий.

## Архитектура
Для архитектуры Нижнего Новгорода середины XVII века было характерно проникновение светского начала в церковную архитектуру. С постройкой в 1649 году крупной, соборного типа церкви Жён-Мироносиц началась постепенная замена деревянных приходских храмов каменными. Они сооружались на средства богатых горожан или содружеств посадских людей, что в условиях феодального государства приводило к демократизации церковной архитектуры. Почти все вновь выстроенные церкви были пятиглавыми, стены основного четверика членились на три части плоскими лопатками и завершались широким кирпичным карнизом и закомарами-кокошниками. Различались они только размерами и отдельными декоративными деталями. В таком духе были выстроены Ильинская церковь (1655), Никольская церковь на Торгу (1656), Троицкая церковь на Нижнем посаде (1663), Козьмодемьянская церковь на Нижнем посаде, а также более поздние — Рождества Иоанна Предтечи и Казанской Богоматери на Торгу (1687).
Выстроенная по типу «корабль» церковь Рождества Иоанна Предтечи имела в главном объёме позакомарное покрытие, над которым возвышалось мощное пятиглавие, покрытое зелёной поливной черепицей, увенчанное железными просечными золочёными крестами. Колокольня изначально поднималась вверх четвериком от основания и только в ярусе звона переходила в восьмерик с шатровым завершением, главка которого также была покрыта зелёной черепицей. Художественный образ здания определил, по всей видимости, сам ктитор-строитель Гавриил Дранишников, занимавшийся всеми строительными работами. Тимпаны закомар церкви были расписаны фресками.
В настоящее время церковь живописно спускается вниз по рельефу Кремлёвского холма вдоль Ивановского съезда к площади Народного единства. К главному входу пристроены с двух сторон две лестницы, а сам вход оформлен выступающим из плоскости стены крыльцом в виде навеса с треугольным фронтоном, опирающимся на два фигурных столба, выполненных в духе русской архитектуры XVII столетия. Вход в храм осуществляется через колокольню, увенчанную гранёным шатром. По сторонам от главного входа имеются одноэтажные кубические объёмы: слева — часовня Александра Невского с пологим шатром и главкой, вход в которую аналогичен главному входу в храм, только в уменьшенном масштабе; справа — сторожка. В архитектуре храма в настоящее время прослеживается соединение приёмов русской архитектуры XVII века и характерного для XIX века русского стиля.

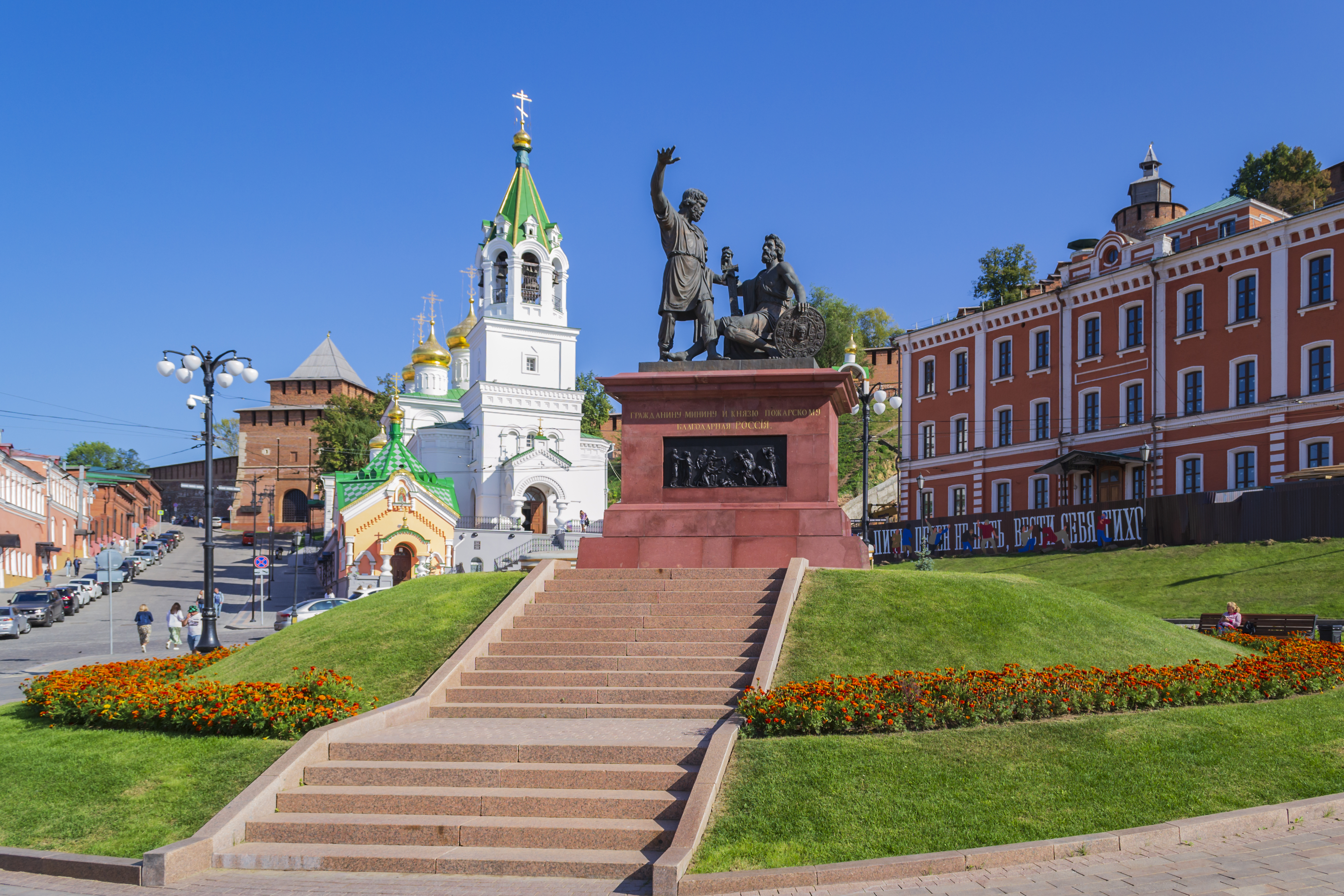
Церковь и памятник Минину и Пожарскому на фоне Ивановской башни и ночлежного дома
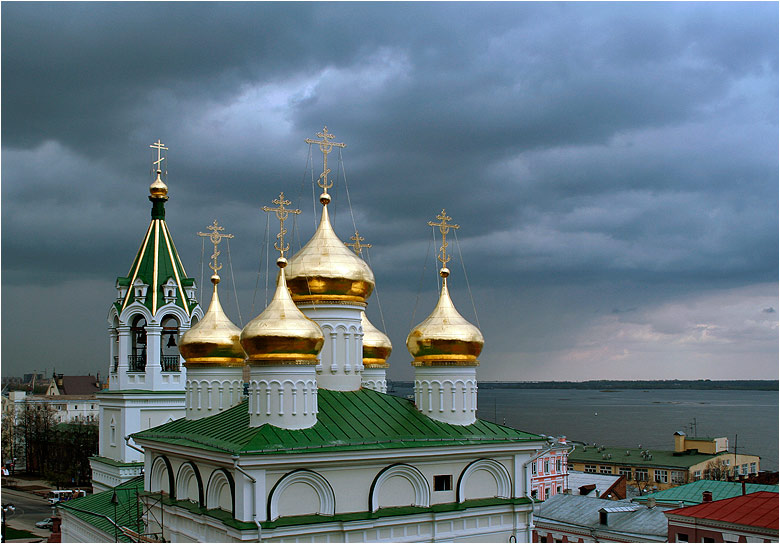
Современный вид куполов
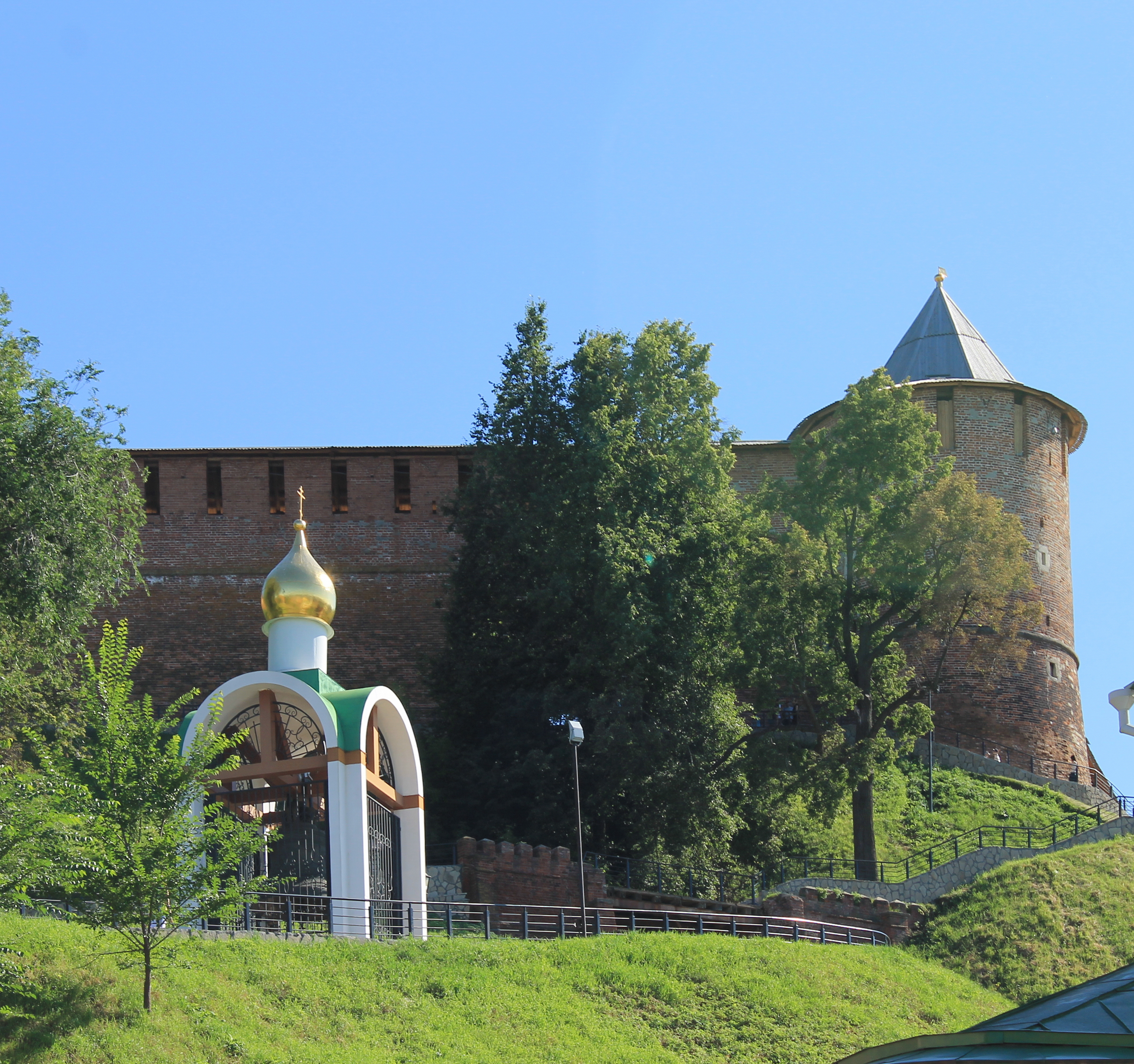
Набатный колокол на Часовой горе
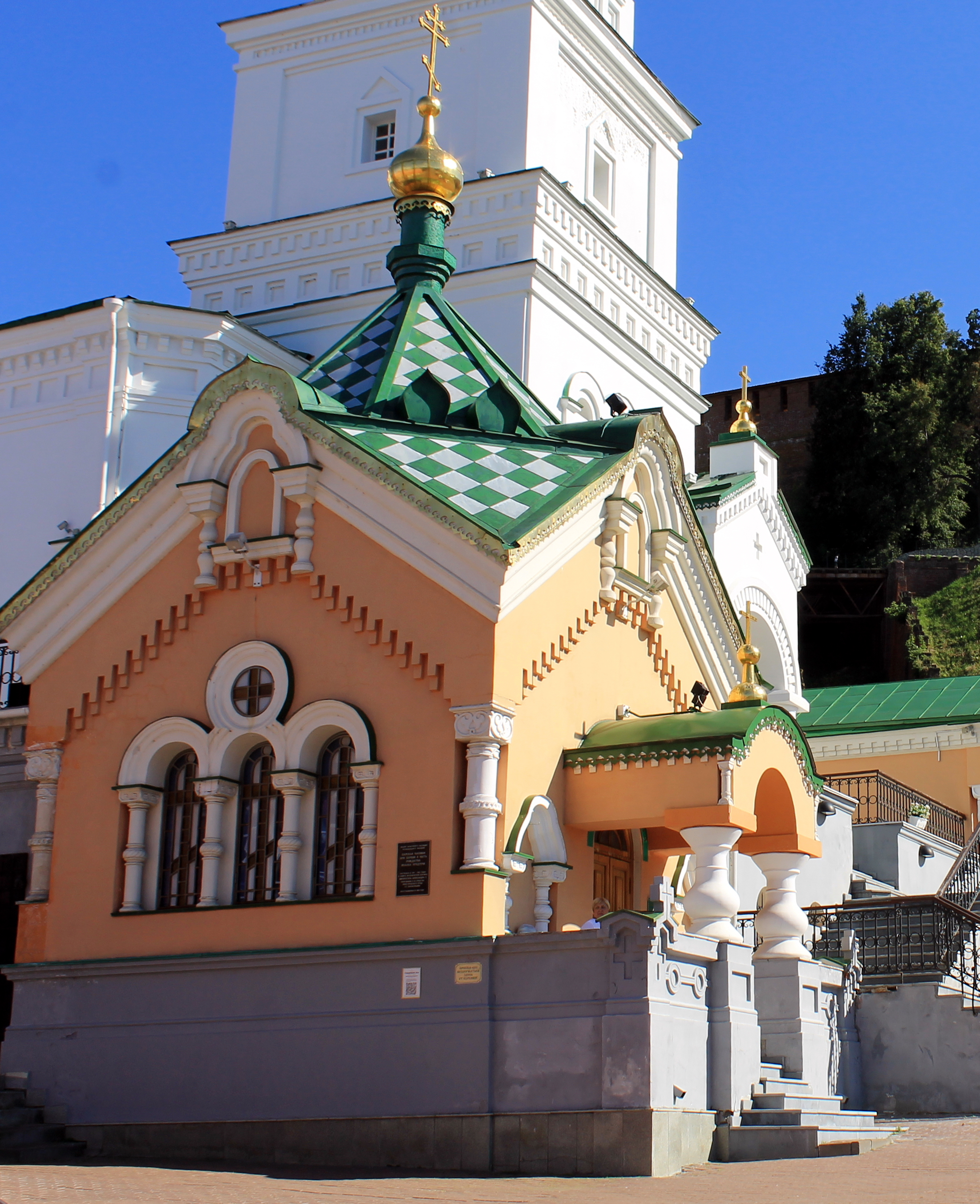
Часовня в честь Александра Невского
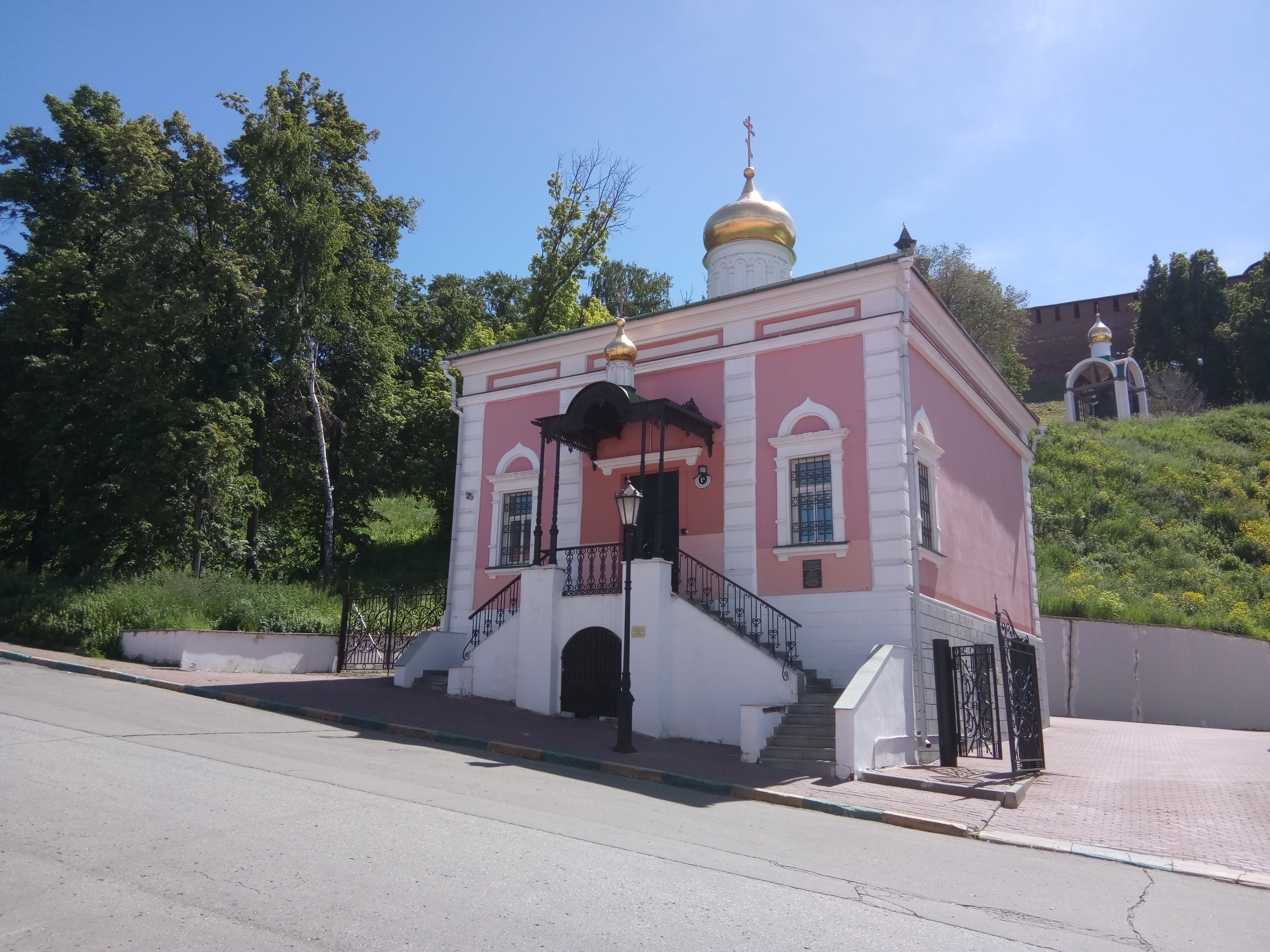
Спасо-Преображенская часовня
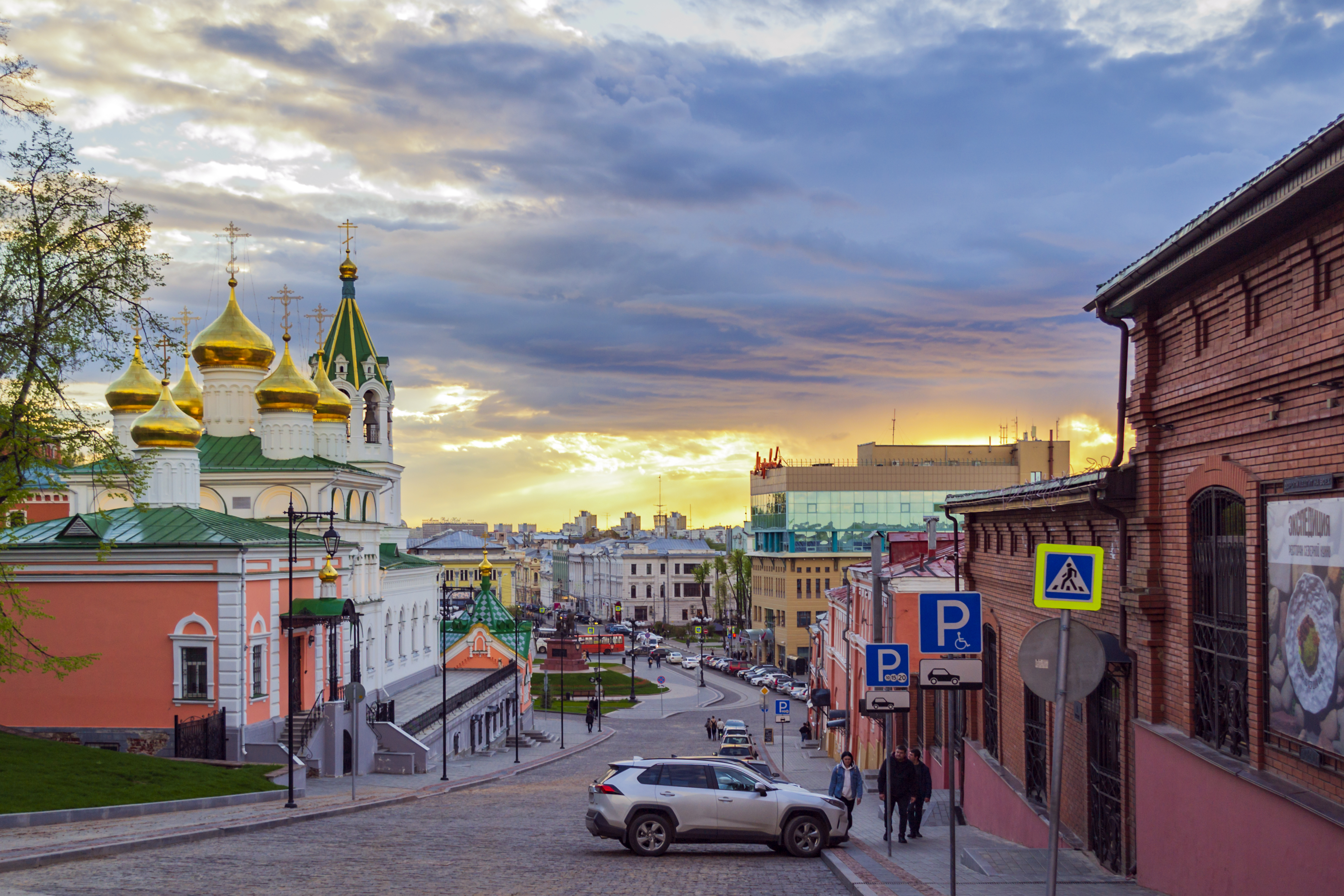
Вид со стороны Ивановской башни

## Святыни
- Икона Божией Матери «Казанская», подаренная Патриархом Московским и всея Руси Алексием II (фото).
- Икона святого Иоанна Предтечи с частицей мощей (фото (недоступная ссылка)).[22]